# Teuchern
Teuchern est une ville allemande de l'arrondissement du Burgenland, dans le land de Saxe-Anhalt. Elle se situe à environ 10 km au sud-est de Weißenfels.